# Fred Again
Fred Again (* 19. Juli 1993 in London; eigentlich Frederick John Philip „Fred“ Gibson) oder auch Fred Again.. ist ein britischer Musikproduzent, Singer-Songwriter, Multi-Instrumentalist und Remixer. Bei den BRIT Awards 2020 wurde er als britischer Produzent des Jahres ausgezeichnet. 2024 erhielt er zwei Grammys.

## Biografie
Geboren 1993 in London, nahm Fred Gibson sich im Alter von acht Jahren bereits beim Spielen von selbstkomponierter Klaviermusik im klassischen Stil mit einem Kassettenrecorder auf. Von 2006 bis 2011 besuchte er das private Internat Marlborough College in Wiltshire.
Sechzehnjährig wurde Gibson, über einen Freund seiner Eltern, zu den häufiger stattfindenden Proben einer A-cappella-Gruppe im Hause von Brian Eno eingeladen, an der auch öfters Annie Lennox mitwirkte. Hier half er über einen Zeitraum von zwei Jahren beim Zubereiten des Tees und dem Aufräumen. In Gesprächen mit dem Musikproduzenten beeindruckte er ihn mit seinen Fertigkeiten mit der Musiksoftware Logic. Eno bot ihm eine Zusammenarbeit an und bei seinen Projekten mit Karl Hyde im Jahr 2014 war Gibson als Mitproduzent und Songautor beteiligt.
Er war sofort selbst ein gefragter Musikproduzent und arbeitete schon im Jahr darauf mit Roots Manuva bei dessen Album Bleeds und Ellie Goulding bei Delirium zusammen. Zu den weiteren prominenten Namen, für die er in den folgenden Jahren tätig war, gehörten Charli XCX, Little Mix, Shawn Mendes, George Ezra, Clean Bandit, Rita Ora und Jess Glynne.
Seine erste eigene Veröffentlichung unter dem Namen Fred Again machte er 2019 mit der Single Kyle (I Found You). In diesem Jahr arbeitete er auch mit Ed Sheeran zusammen und war zu einem Großteil am No. 6 Collaborations Project beteiligt. Das Album verkaufte sich millionenfach und stand in den meisten Ländern auf Platz 1. Im Jahr 2020 wurde er bei den BRIT Awards als britischer Produzent des Jahres ausgezeichnet.
Danach arbeitete er musikalisch mit Headie One zusammen, woraus ein Mixtape entstand. Zwei ihrer gemeinsamen Songs schafften den Einstieg in die britischen Charts. Er veröffentlichte auch eine Reihe weiterer Solosongs und Kollaborationen und 2021 zwei Alben Actual Life und Actual Life 2. Der Song Marea (We’ve Lost Dancing) zusammen mit The Blessed Madonna war im selben Jahr ein Top-40-Hit und wurde mit Gold ausgezeichnet. 2022 veröffentlichte er die Single Turn On the Lights again... mit Swedish House Mafia, die Futures Single Turn On the Lights von 2012 sampelt.
Bei den nächsten BRIT Awards wurde er in der Kategorie Dance für eine Auszeichnung nominiert. 2024 erhielt er zwei Grammy in den Kategorien „Best Dance/Electronic Recording“ und „Best Dance/Electronic Music Album“.

## Diskografie

### Studioalben
| Jahr | Titel Musiklabel                                               | Höchstplatzierung, Gesamtwochen, AuszeichnungChartplatzierungen (Jahr, Titel, Musiklabel, Platzierungen, Wochen, Auszeichnungen, Anmerkungen) | Höchstplatzierung, Gesamtwochen, AuszeichnungChartplatzierungen (Jahr, Titel, Musiklabel, Platzierungen, Wochen, Auszeichnungen, Anmerkungen) | Höchstplatzierung, Gesamtwochen, AuszeichnungChartplatzierungen (Jahr, Titel, Musiklabel, Platzierungen, Wochen, Auszeichnungen, Anmerkungen) | Höchstplatzierung, Gesamtwochen, AuszeichnungChartplatzierungen (Jahr, Titel, Musiklabel, Platzierungen, Wochen, Auszeichnungen, Anmerkungen) | Höchstplatzierung, Gesamtwochen, AuszeichnungChartplatzierungen (Jahr, Titel, Musiklabel, Platzierungen, Wochen, Auszeichnungen, Anmerkungen) | Anmerkungen                                               |
| Jahr | Titel Musiklabel                                               | DE | AT | CH | UK | US | Anmerkungen                                               |
| ---- | -------------------------------------------------------------- | --- | --- | --- | --- | --- | --------------------------------------------------------- |
| 2021 | Actual Life (April 14 – December 17 2020) Again.. Records      | — | — | — | UK— SilberUK | — | Erstveröffentlichung: 16. April 2021 Verkäufe: + 67.500   |
| 2021 | Actual Life 2 (February 2 – October 15 2021) Again.. Records   | — | — | — | — | — | Erstveröffentlichung: 19. November 2021                   |
| 2022 | Actual Life 3 (January 1 – September 9, 2022) Atlantic Records | DE27 (1 Wo.)DE | AT28 (1 Wo.)AT | CH40 (1 Wo.)CH | UK4 Silber · (2 Wo.)UK | — | Erstveröffentlichung: 28. Oktober 2022 Verkäufe: + 67.500 |
| 2024 | Ten Days Atlantic Records                                      | DE12 (2 Wo.)DE | AT10 (… Wo.)AT | CH4 (… Wo.)CH | UK7 (4 Wo.)UK | US166 (1 Wo.)US | Erstveröffentlichung: 6. September 2024                   |

### Gemeinschaftsalben
- 2020: Gang (mit Headie One)
- 2023: Secret Life (mit Brian Eno)

### Kompilationen
| Jahr | Titel Musiklabel     | Höchstplatzierung, Gesamtwochen, AuszeichnungChartplatzierungen (Jahr, Titel, Musiklabel, Platzierungen, Wochen, Auszeichnungen, Anmerkungen) | Höchstplatzierung, Gesamtwochen, AuszeichnungChartplatzierungen (Jahr, Titel, Musiklabel, Platzierungen, Wochen, Auszeichnungen, Anmerkungen) | Höchstplatzierung, Gesamtwochen, AuszeichnungChartplatzierungen (Jahr, Titel, Musiklabel, Platzierungen, Wochen, Auszeichnungen, Anmerkungen) | Anmerkungen                                               |
| Jahr | Titel Musiklabel     | DE | CH | UK | Anmerkungen                                               |
| ---- | -------------------- | --- | --- | --- | --------------------------------------------------------- |
| 2022 | USB Atlantic Records | DE12 (1 Wo.)DE | CH67 (1 Wo.)CH | UK29 Gold · (4 Wo.)UK | Erstveröffentlichung: 18. Januar 2022 Verkäufe: + 115.000 |

### Singles
| Jahr | Titel Album                                                                | Höchstplatzierung, Gesamtwochen, AuszeichnungChartplatzierungen (Jahr, Titel, Album, Platzierungen, Wochen, Auszeichnungen, Anmerkungen) | Höchstplatzierung, Gesamtwochen, AuszeichnungChartplatzierungen (Jahr, Titel, Album, Platzierungen, Wochen, Auszeichnungen, Anmerkungen) | Höchstplatzierung, Gesamtwochen, AuszeichnungChartplatzierungen (Jahr, Titel, Album, Platzierungen, Wochen, Auszeichnungen, Anmerkungen) | Anmerkungen                                                                      |
| Jahr | Titel Album                                                                | DE | AT | UK | Anmerkungen                                                                      |
| --- | -------------------------------------------------------------------------- | --- | --- | --- | -------------------------------------------------------------------------------- |
| 2020 | Charades Gang                                                              | — | — | UK57 (4 Wo.)UK | Erstveröffentlichung: 24. April 2020 mit Headie One                              |
| 2020 | Gang                                                                       | — | — | UK51 (2 Wo.)UK | Erstveröffentlichung: 24. April 2020 mit Headie One                              |
| 2021 | Marea (We’ve Lost Dancing) Actual Life (April 14 – December 17 2020)       | DE— aDE | — | UK36 Platin · (13 Wo.)UK | Erstveröffentlichung: 22. Februar 2021 mit The Blessed Madonna                   |
| 2022 | Jungle USB                                                                 | — | — | UK78 Gold · (9 Wo.)UK | Erstveröffentlichung: 29. Juni 2022                                              |
| 2022 | Turn on the Lights Again USB                                               | — | — | UK27 Platin · (17 Wo.)UK | Erstveröffentlichung: 29. Juli 2022 mit Swedish House Mafia feat. Future         |
| 2022 | Danielle (Smile On My Face) Actual Life 3 (January 1 – September 9 2022)   | — | — | UK61 Silber · (2 Wo.)UK | Erstveröffentlichung: 14. September 2022                                         |
| 2022 | Delilah (Pull Me Out of This) Actual Life 3 (January 1 – September 9 2022) | — | — | UK35 Platin · (9 Wo.)UK | Erstveröffentlichung: 17. Oktober 2022                                           |
| 2022 | Clara (The Night Is Dark) Actual Life 3 (January 1 – September 9 2022)     | — | — | UK62 (1 Wo.)UK | Erstveröffentlichung: 27. Oktober 2022                                           |
| 2023 | Rumble USB • Quest for Fire                                                | — | — | UK19 Silber · (10 Wo.)UK | Erstveröffentlichung: 4. Januar 2023 mit Skrillex & Flowdan                      |
| 2023 | Mike (Desert Island Duvet) Fabric Presents The Streets                     | — | — | UK78 (1 Wo.)UK | Erstveröffentlichung: 3. März 2023 The Streets feat. Fred Again & Dermot Kennedy |
| 2023 | Baby Again USB                                                             | — | — | UK52 (2 Wo.)UK | Erstveröffentlichung: 17. März 2023 mit Skrillex & Four Tet                      |
| 2023 | Adore U Ten Days                                                           | — | — | UK4 Platin · (20 Wo.)UK | Erstveröffentlichung: 11. August 2023 feat. Obongjayar                           |
| 2023 | Ten Ten Days                                                               | — | — | UK16 Silber · (12 Wo.)UK | Erstveröffentlichung: 13. Oktober 2023 feat. Jozzy                               |
| 2023 | Leavemealone USB                                                           | DE— bDE | AT57 (8 Wo.)AT | UK11 Platin · (18 Wo.)UK | Erstveröffentlichung: 8. Dezember 2023 feat. Baby Keem                           |
| 2024 | Stayinit USB                                                               | — | — | UK53 (1 Wo.)UK | Erstveröffentlichung: 1. März 2024 feat. Lil Yachty & Overmono                   |
| 2024 | Places to Be Ten Days                                                      | — | — | UK35 Silber · (11 Wo.)UK | Erstveröffentlichung: 31. Mai 2024 feat. Anderson Paak & Chika                   |
| 2024 | Peace U Need Ten Days                                                      | — | — | UK64 (1 Wo.)UK | Erstveröffentlichung: 13. September 2024 feat. Joy Anonymous                     |
| 2025 | Victory Lap USB                                                            | — | — | UK4 Silber · (… Wo.)UK | Erstveröffentlichung: 18. Juni 2025 feat. Skepta & Plaqueboymax                  |
| Folgende Lieder erschienen nicht als Single, wurden aber durch das Album zum Download und Streaming bereitgestellt und konnten somit eine Platzierung erlangen: |                                                                            | | | |                                                                                  |
| |                                                                            | | | |                                                                                  |
| 2024 | Just Stand There Ten Days                                                  | — | — | UK57 (1 Wo.)UK | Charteinstieg: 19. September 2024 feat. Soak                                     |
| 2024 | Glow Ten Days                                                              | — | — | UK88 (1 Wo.)UK | Charteinstieg: 19. September 2024 feat. Duskus & Four Tet                        |

Weitere Singles
- 2019: Kyle (I Found You)
- 2020: Marnie (Wish I Had U)
- 2020: Jessie (I Miss U)
- 2021: Don’t Judge Me (mit FKA Twigs & Headie One)
- 2021: Dermot (See Yourself in My Eyes)
- 2021: Baxter (These Are My Friends) (mit Baxter Dury)
- 2021: Billie (Loving Arms) (UK: Silber)
- 2021: Hannah (The Sun)
- 2021: Kahan (last Year)
- 2021: Tate (How I Feel)
- 2021: Faisal (Envelops Me)
- 2022: Lights Out (mit Romy & HAAi)
- 2022: Admit It (U Don’t Want 2)

## Auszeichnungen für Musikverkäufe
| Goldene Schallplatte - Australien - 2023: für die Single Delilah (Pull Me Out of This) - 2023: für die Single Jungle - 2023: für die Single Marea (We’ve Lost Dancing) - 2023: für die Single Turn on the Lights Again - 2025: für die Single Victory Lap - Belgien - 2024: für die Single Leavemealone - Dänemark - 2023: für die Single Marea (We’ve Lost Dancing) - Italien - 2023: für die Single Marea (We’ve Lost Dancing) - Neuseeland - 2024: für die Single Delilah (Pull Me Out of This) - 2024: für die Single Adore U - 2024: für die Single Jungle - 2024: für die Single Marea (We’ve Lost Dancing) - 2024: für das Album Actual Life 3 (January 1 – September 9, 2022) - 2024: für das Album Actual Life (April 14 – December 17 2020) - Polen - 2023: für die Single Turn on the Lights Again - Spanien - 2024: für die Single Marea (We’ve Lost Dancing) | Platin-Schallplatte - Australien - 2024: für die Single Adore U - 2024: für die Single Leavemealone - 2025: für die Single Places to Be - Frankreich - 2025: für die Single Marea (We’ve Lost Dancing) - Neuseeland - 2024: für die Single Leavemealone - 2024: für das Album USB - Niederlande - 2022: für die Single Marea (We’ve Lost Dancing) - Polen - 2024: für die Single Marea (We’ve Lost Dancing) |

Anmerkung: Auszeichnungen in Ländern aus den Charttabellen bzw. Chartboxen sind in ebendiesen zu finden.
| Land/RegionAuszeichnungen für Musikverkäufe (Land/Region, Auszeichnungen, Verkäufe, Quellen) | Silber     | Gold       | Platin       | Verkäufe  | Quellen              |
| -------------------------------------------------------------------------------------------- | ---------- | ---------- | ------------ | --------- | -------------------- |
| Australien (ARIA)                                                                            | —          | 5× Gold5   | 3× Platin3   | 385.000   | aria.com.au          |
| Belgien (BRMA)                                                                               | —          | Gold1      | —            | 20.000    | ultratop.be          |
| Dänemark (IFPI)                                                                              | —          | Gold1      | —            | 45.000    | ifpi.dk              |
| Frankreich (SNEP)                                                                            | —          | —          | Platin1      | 200.000   | snepmusique.com      |
| Italien (FIMI)                                                                               | —          | Gold1      | —            | 50.000    | fimi.it              |
| Neuseeland (RMNZ)                                                                            | —          | 6× Gold6   | 2× Platin2   | 120.000   | radioscope.co.nz NZ2 |
| Niederlande (NVPI)                                                                           | —          | —          | Platin1      | 80.000    | nvpi.nl              |
| Österreich (IFPI)                                                                            | —          | Gold1      | —            | 15.000    | ifpi.at              |
| Polen (ZPAV)                                                                                 | —          | Gold1      | Platin1      | 75.000    | olis.pl              |
| Spanien (Promusicae)                                                                         | —          | Gold1      | —            | 30.000    | elportaldemusica.es  |
| Vereinigtes Königreich (BPI)                                                                 | 8× Silber8 | 2× Gold2   | 5× Platin5   | 4.820.000 | bpi.co.uk            |
| Insgesamt                                                                                    | 8× Silber8 | 19× Gold19 | 13× Platin13 |           |                      |

## Auszeichnungen und Nominierungen
- 2016: nominiert für Ivor Novello Award in der Kategorie Best Contemporary Song für Cargo (Roots Manuva)[17]
- 2019: nominiert für Ivor Novello Award in der Kategorie PRS for Music Most Performed Work für Shotgun (George Ezra)[18]
- 2020: Brit Award in der Kategorie Britischer Produzent des Jahres[19]
- 2021: nominiert für Grammy Award in der Kategorie Beste Dance-Aufnahme für Both of Us (Jayda G)[4]
- 2022: nominiert für Grammy Award in der Kategorie Song des Jahres für Bad Habits (Ed Sheeran)[20]
- 2022: nominiert für Brit Award in der Kategorie British Dance Act[13]